# Vestagebouw
Het Vestagebouw is een gebouw in een gemengde bouwstijl aan de Jansbuitensingel in de Nederlandse stad Arnhem.
Het werd gebouwd in 1930 in opdracht van de N.V. Verzekeringsmaatschappij Vesta. Architect was Willem Diehl (1876-1959). In de gemengde bouwstijl zijn er invloeden van het traditionalisme, de art deco en de Amsterdamse School. Kunstenaars die meewerkten zijn beeldhouwer Gijs Jacobs van den Hof, W.C. Brouwer (maakte de belettering) en Jaap Gidding (vervaardigde de glas-in-loodramen in het trappenhuis). Op 18 mei 1932 werd het gebouw officieel geopend.
Van oorsprong was het gebouw een kantoor van de verzekeringsmaatschappij Vesta. In de Tweede Wereldoorlog vestigde een Luftwaffe Kommando zich in het kantoor. Jarenlang zetelde in het gebouw Aalbers Europe Consultancy van Karel Aalbers. Vanaf 1989 was het een kantoor van Westermeijer Groep, maar nadat deze in stappen failliet was gegaan (2011-2012), werd er lange tijd geen nieuwe bestemming voor gevonden. Het gebouw is een rijksmonument.